# HSBC銀行 (台湾)
台湾HSBC銀行（中国語：滙豐（台灣）商業銀行、英称：HSBC Bank (Taiwan)）は台湾の銀行で、イギリスの大手金融グループHSBCホールディングスの一部を成している。本社は台北市信義区に置かれている。

## 歴史
1984年に第一号店として台北支店が開設された。その後は8店舗体制にて業務を行ってきたが、2008年3月29日に中華商業銀行を吸収合併し、同国内では44店舗となった。新体制発足後、旧中華銀行とのシステムを併用していた結果、既存の8店舗との預金取引等ができなかったが、2008年11月中旬よりシステム統廃合を完了した。なお、基隆支店等、旧中華銀行の不採算店舗の統廃合も同時に行い、現在は33店舗となっている。